# Norbert Kopf
Norbert Kopf (* 1. Oktober 1923 in Altach; † 9. Dezember 2016 in Biberach an der Riß) war ein deutscher Architekt.
Kopf studierte ab 1943 Architektur an den Technischen Hochschulen in Wien und Graz. Danach war er in Vorarlberg als freier Architekt tätig. 1950 wechselte er als Entwurfsarchitekt ins Architekturbüro von Sepp Schmid in Biberach an der Riß und machte sich wenig später dort selbständig.
Von ihm stammen zahlreiche Wohn- und Geschäftshäuser, Kirchen, Verwaltungsbauten, Schulen und Kindergärten in Oberschwaben und Vorarlberg. Industriebauten für die Firmen Wanzl und Weishaupt. Darüber hinaus plante und baute er vor allem für den Waldburg-Zeilschen Klinikverbund zahlreiche Kliniken in Bad Wurzach, Bad Füssing, Isny-Neutrauchburg, Bad Waldsee, Bad Saulgau, Bad Buchau und Bad Salzelmen.

## Werke
- 1956–1960: Pfarrkirche Altach
- 1960: Pfarrkirche Dornbirn-Rohrbach
- 1963–1966: Mali-Schule in Biberach an der Riss
- ab 1967: Werksbauten für die Firma Wanzl
- 1977: Landratsamt in Biberach an der Riss
- ab 1981: Werksbauten für die Firma Weishaupt

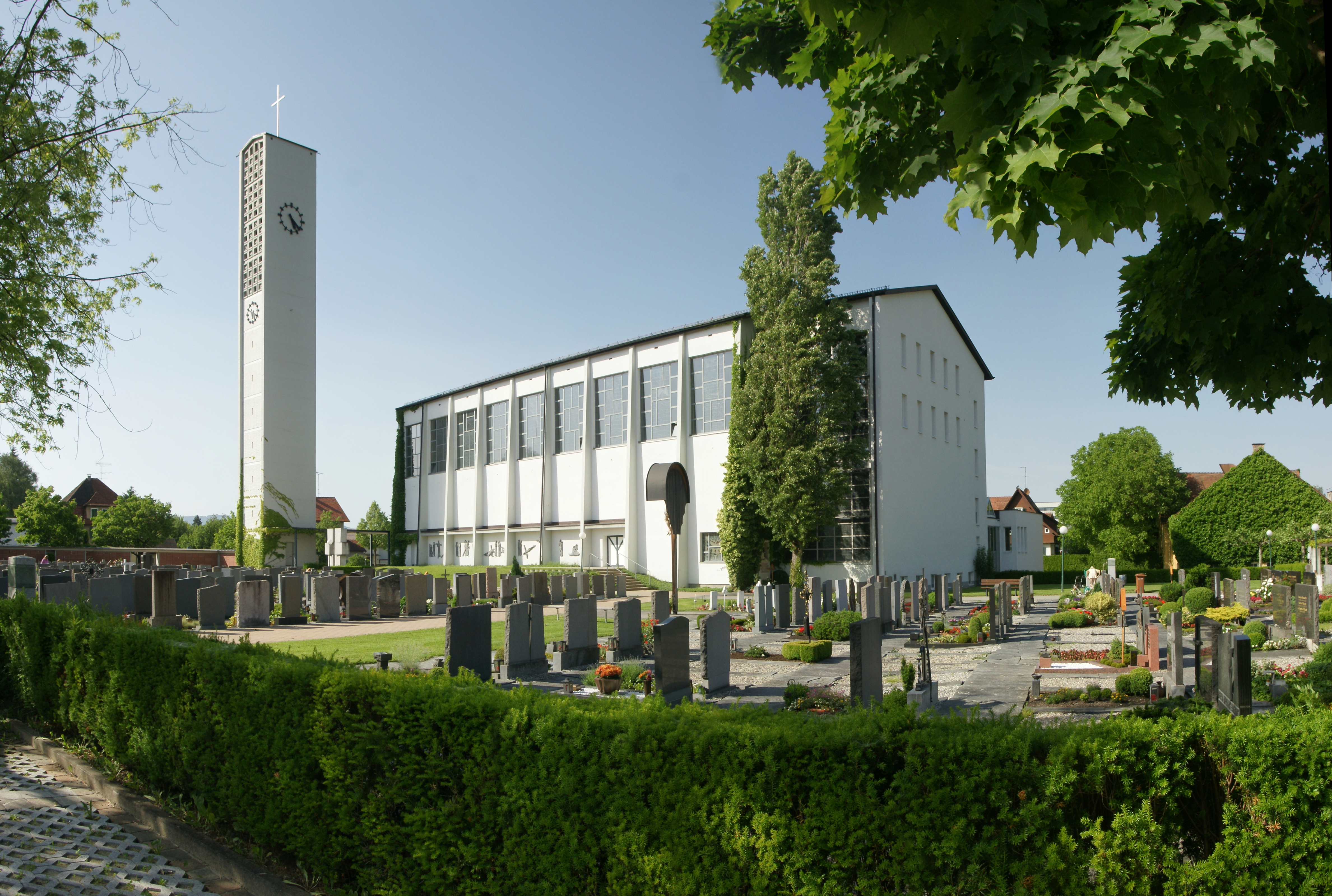
Pfarrkirche Hl. Nikolaus
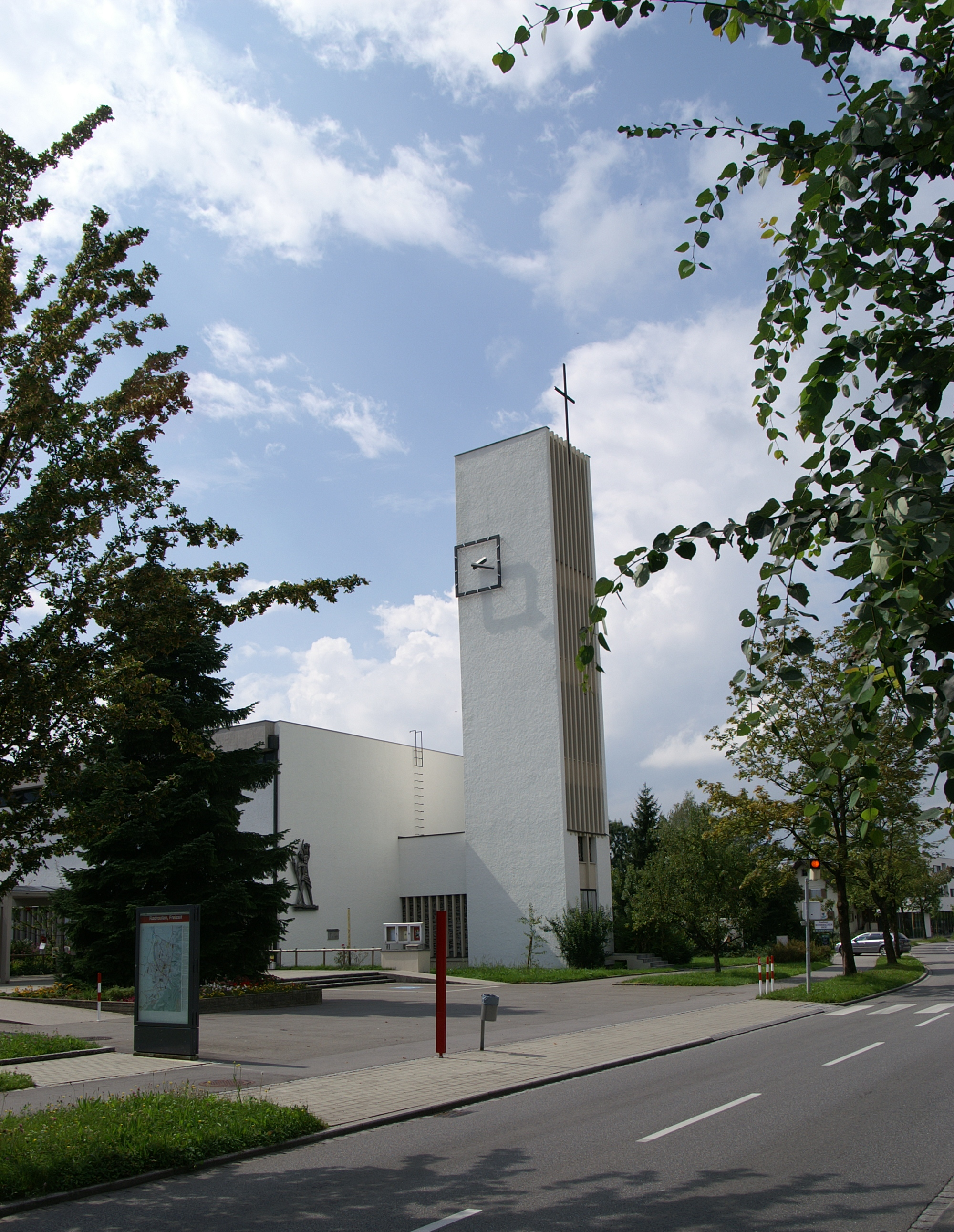
St. Christoph in Dornbirn-Rohrbach